# RASCOM-QAF 1R
O RASCOM-QAF 1R é um satélite de comunicação geoestacionário construído pela Thales Alenia Space que está localizado na posição orbital de 3 graus de longitude leste e é operado pela RASCOM. O satélite é baseado na plataforma Spacebus-4000B3 e sua expectativa de vida útil é de 15 anos.

## História
A RASCOM ordenou a construção do satélite RASCOM-QAF 1R em 2007 para substituir o RASCOM-QAF 1 que logo após o seu lançamento sofreu um vazamento de hélio em seu sistema de propulsão e ficou cerca de um mês na órbita de transferência. Só no final de janeiro de 2008, que finalmente o mesmo chegou à órbita geoestacionária, mas só tinha combustível para um tempo de vida útil de dois anos em funcionamento parcial.

## Lançamento
O satélite foi lançado com sucesso ao espaço em 4 de agosto de 2010, por meio de um veículo Ariane 5 ECA lançado a partir do Centro Espacial de Kourou, na Guiana Francesa, juntamente com o satélite Nilesat 201. Ele tinha uma massa de lançamento de 3.050 kg.

## Capacidade e cobertura
O RASCOM-QAF 1R está equipado com 12 transponders em banda Ku e 8 em banda C para fornecer áudio, telecomunicações de dados e acesso à Internet, bem como serviços por satélite de transmissão para todo o continente africano, embora a sua presença se estende para além da África incluindo parte da Europa e do Oriente Médio.